# Hans Achinger
Hans Achinger (* 5. Oktober 1899 in Elberfeld; † 6. Juli 1981 in Frankfurt am Main) war ein deutscher Nationalökonom und Sozialwissenschaftler.

## Leben
Hans Achinger wurde am 5. Oktober 1899 in Elberfeld geboren. Nach einem Studium der Nationalökonomie in Köln, Berlin und Frankfurt promovierte und habilitierte (1939) sich Achinger. 
Ab 1925 war er Geschäftsführer der Centrale für private Fürsorge in Frankfurt, dann ab 1937 zuerst Hauptschriftleiter und ab 1941 Geschäftsführer der Industrie- und Handelskammer Frankfurt am Main. 
Achinger trat November 1933 dem Stahlhelm bei und wurde März 1934 in die SA übernommen, in der er Rottenführer wurde. Am 27. Mai 1937 beantragte er die Aufnahme in die NSDAP und wurde rückwirkend zum 1. Mai desselben Jahres aufgenommen (Mitgliedsnummer 4.099.779). Außerdem war er Mitglied in der NSV und im Reichsluftschutzbund.
Seit 1952 war er außerordentlicher Professor an der Universität Frankfurt. Er wurde 1958 bekannt mit Sozialpolitik als Gesellschaftspolitik. Bereits einige Jahre zuvor, im Jahr 1955, hatte er zusammen mit den Wissenschaftlern Joseph Höffner, Hans Muthesius und Ludwig Neundörfer die sogenannte Rothenfelser Denkschrift zur „Neuordnung der Sozialen Leistungen“ im Auftrag von Konrad Adenauer erarbeitet. Darin wurden praktische Vorschläge zur Sozialreform entwickelt. Im Jahr 1969 wurde ihm die Plakette der Stadt Frankfurt verliehen, die an Personen vergeben wird, die dazu beitrugen, das Ansehen der Stadt zu mehren.

## Ehrungen
- 1969: Ehrenplakette der Stadt Frankfurt am Main
- 1972: Großes Verdienstkreuz der Bundesrepublik Deutschland

## Schriften (Auswahl)
- Falsche Fürsorge verschuldet Arbeitslosigkeit (Universität Frankfurt am Main. Fürsorgeseminar: Widmungen des Fürsorgeseminars; Nr. 22), Berlin: C. Heymann, 1932. Digitalisat.
- Sozialpolitik und Fürsorge: Ein Abgrenzungsversuch, begründet aus den Ursachen der Notstände. Habilitationsschrift. Würzburg-Aumühle: Triltsch, 1939.
- Deutsche Raumordnung und Europäischer Wirtschaftsaufbau. In: Konrad Meyer (Hrsg.): Raumforschung und Raumordnung, Jg. 6, 1942, S. 9–12
- Die Rolle der Sozialen Arbeit bei der Hebung des Lebensstandards. In: Nachrichtendienst. Deutscher Verein für öffentliche und private Fürsorge, 1952, S. 335–348
- mit Joseph Höffner, Hans Muthesius, Ludwig Neundörfer: Neuordnung der sozialen Leistungen. Denkschrift auf Anregung des Bundeskanzlers. Greven, Köln 1955
- Sozialpolitik als Gesellschaftspolitik. Von der Arbeiterfrage zum Wohlfahrtsstaat. Rowohlt, Reinbek 1958
- mit Walter Bogs, Helmut Meinhold, Ludwig Neundörfer, Wilfried Schreiber: Sozialenquete: Soziale Sicherung in der Bundesrepublik Deutschland. Kohlhammer, Stuttgart 1965